# أوسبورن إليوت
أوسبورن إليوت (بالإنجليزية: Osborn Elliott)‏ هو شخصية أعمال وصحفي أمريكي، ولد في 25 أكتوبر 1924 في نيويورك في الولايات المتحدة، وتوفي في 28 سبتمبر 2008.

## وصلات خارجية
- أوسبورن إليوت على موقع ديسكوغز (الإنجليزية)